# Coracopsis nigra
Coracopsis nigra là một loài chim trong họ Psittacidae.